# Содник солонцевий
{{#ifeq:0|0|{{#if:Suaeda salsa|{{#if:|[[]}}|[[]]}}}}
Содник солонцевий (Suaeda salsa) — вид квіткових рослин родини щирицевих (Amaranthaceae).

## Біоморфологічна характеристика
Це зелена чи пурпурно-червона однорічна рослина 20–100 см заввишки. Стебло прямовисне, розгалужене здебільшого вгорі, жовто-коричневе, дещо ребристе, голе. Листки сидячі, лінійні, загорнуті краями на верхню сторону, утворюючи жолобок, зазвичай розміром 1–2.5 см × 1–2 мм, верхівка майже тупа чи загострена; верхні листки коротші. Клубочки пазушні, зазвичай 3–5-квіткові, зібрані в переривчасті колоски на гілках. Насіння округле, сильно стиснуте, блискуче, з неясним сітчасто-точковим малюнком, чорне, 0.8–1.5 мм у діаметрі. 

## Поширення
Росте у Євразії від Угорщини до сходу Китаю.
В Україні вид росте на приморських, рідше континентальних солончаках — на півдні Степу.

## Використання
Його збирають з дикої природи для місцевого використання як їжу.